# 布萊海門山脈
61°44′31″N 08°06′32″E / 61.74194°N 8.10889°E

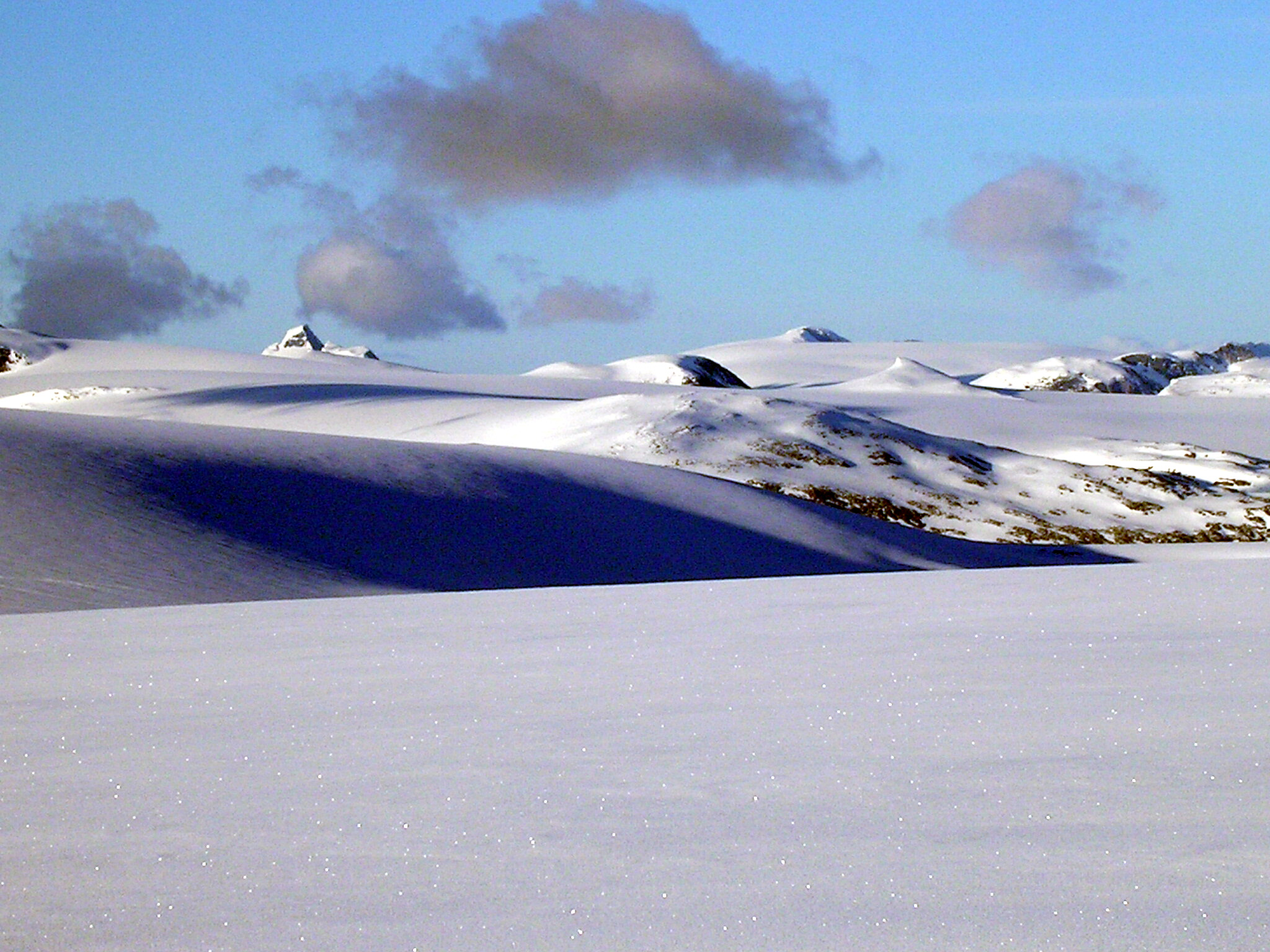

布萊海門山脈是挪威的山脈，位於該國南部，橫跨內陸郡和韋斯特蘭郡，處於尤通黑門山脈以西，最高點海拔高度2,172米，涵蓋布萊海門國家公園和約斯特谷冰川國家公園。